# Стара Весь (Груєцький повіт)
Стара Весь (пол. Stara Wieś) — село в Польщі, у гміні Бельськ-Дужий Груєцького повіту Мазовецького воєводства.
Населення — 538 осіб (2011).
У 1975-1998 роках село належало до Радомського воєводства.

## Демографія
Демографічна структура станом на 31 березня 2011 року:
|          | Загалом | Допрацездатний вік | Працездатний вік | Постпрацездатний вік |
| -------- | ------- | ------------------ | ---------------- | -------------------- |
| Чоловіки | 272     | 70                 | 164              | 38                   |
| Жінки    | 266     | 49                 | 152              | 65                   |
| Разом    | 538     | 119                | 316              | 103                  |